# Метчелица
Ме́тчелица (карел. Meččel) — деревня в составе Эссойльского сельского поселения Пряжинского национального района Республики Карелия.

## Общие сведения
Расположена на автодороге Петрозаводск-Суоярви.

## Население
| 2002 | 2009 | 2010 | 2013 |
| ---- | ---- | ---- | ---- |
| 49   | ↗53  | ↘40  | ↘37  |